# Langue originelle
La langue originelle, également appelée langue-mère ou proto-langue originelle, serait un langage hypothétique à l'origine de toutes les langues actuellement connues, vieux d'au moins 100 000 ans. Cette hypothèse est liée à la théorie de l'Origine africaine de l'homme moderne, qui propose l'existence d'une population souche ayant vécu en Afrique il y a entre 150 000 et 100 000 ans et qui serait à l'origine de toute l'humanité actuelle.
Les recherches autour de cette hypothèse tentent d'identifier des traces dans les langues connues de similarités suffisamment probantes pour pouvoir l'étayer, et de démontrer que la grande dispersion depuis l'Afrique aurait pu diffuser des langues apparentées dont l'origine commune serait encore identifiable dans les langues actuelles.
De nombreux linguistes contestent cette hypothèse en la considérant comme fondée sur des bases trop fragiles.

## Thèses en faveur d'une proto-langue originelle
Selon Merritt Ruhlen, le principal défenseur de cette thèse, six chercheurs ont principalement contribué à l'émergence de l'hypothèse d'une proto-langue originelle unique :
- Dans le premier quart du XXe siècle le linguiste italien Alfredo Trombetti (en) compare des racines lexicales et grammaticales de langues du monde entier. Certaines de ses conclusions se sont révélées fausses, mais d'autres ont été confirmées par d'autres chercheurs.
- Entre 1910 et 1930 le linguiste américain Edward Sapir fait un certain nombre de propositions visant à réunir en familles plus larges des langues indigènes d'Amérique identifiées au siècle précédent.
- Morris Swadesh, un étudiant de Sapir, partage les intérêts de Sapir et de Trombetti.
- Au début des années 1960 deux savants russes, Vladislav Illitch-Svitytch (en) et Aron Dolgopolski (en), redonnent vie, chacun de son côté, à une proposition antérieure du Danois Holger Pedersen qui réunit l'indo-européen à d'autres familles d'Eurasie et d'Afrique du Nord en un phylum qu'ils baptisent « nostratique ». Selon eux l'hypothèse du Nostratique est soutenue par environ 400 étymologies. Cette thèse est reprise en 1989 par Vitaly Shevoroshkin (en)[2] qui soutient l'existence d'un proto-indo-européen qui aurait été une des six branches d'une famille linguistique plus vaste remontant au Nostratique. Cette supra-famille serait issue d'un proto-nostratique parlé il y a dix mille ans au moins et dont les partisans ont reconstruit un dictionnaire d'une centaine de termes.
- Le linguiste américain Joseph Greenberg classe les langues africaines dans les années 1950. Il aboutit à quatre familles ou phyla pour toutes les langues africaines, classification qui forme la base des recherches actuelles sur les langues d'Afrique. En 1971, Greenberg établit l'existence d'un phylum indo-Pacifique qui regroupe les langues très diverses de Papouasie-Nouvelle-Guinée, puis en 1987 il apporte des éléments en faveur d'un phylum amérindien, qui regroupe toutes les langues du Nouveau Monde à l'exception des familles na-dené et eskimo-aléoute.
- Enfin, une trentaine de racines présentes dans des langues du monde entier ont été identifiées par Merritt Ruhlen (voir le menu déroulant ci-dessous).
- Se basant sur les méthodes des biologistes de l'évolution (théorie du goulet d'étranglement), le chercheur néozélandais Quentin Atkinson a comparé le nombre de phonèmes dans les 6 000 langues du monde et a estimé qu'elles proviennent toutes d'une langue originelle en Afrique parlée il y a environ 50 000 à 70 000 ans. Ses travaux ont été publiés dans la revue scientifique de référence Science en 2011.

## Débat sur l'existence d'une langue originelle

### Les critiques des travaux de Merritt Ruhlen
Les travaux de Merritt Ruhlen et John Bengtson (en) sur la question d'une langue originelle, ainsi que ceux de Pierre Bancel et Alain Matthey de l'Etang, suscitent de nombreuses critiques dans les milieux de recherche linguistique. Le linguiste et bascologue français Michel Morvan considère qu'il convient de s'en tenir à une position modérée en incluant certains résultats valables de ces recherches et en en rejetant d'autres jugés faux.
Un des reproches adressés à Merritt Ruhlen est l'absence de toute validation statistique de sa démonstration. Avec son collègue John Bengtson, il avance la preuve des ressemblances entre les langues, en présentant vingt-sept racines issues d'une base de données qu'il appelle les Global Etymologies. Il constate que pour chaque racine, il existe des langues réparties dans six familles au moins qui présentent une similarité phonétique. 
Or, une équipe de recherche pluridisciplinaire de Grenoble (phonéticien, linguiste, statisticien) a montré, en reprenant la méthode utilisée par Merritt Ruhlen, qu'il y avait cent pour cent de chances de retrouver des ressemblances entre n'importe quelle langue de n'importe quelle famille : le linguiste américain a utilisé trop peu de racines, beaucoup trop de synonymes pour chaque racine et a pratiqué beaucoup trop d'équivalences entre les phonèmes des langues. Le résultat de sa démonstration pourrait n'être dû qu'au hasard. Ceci ne prouverait pas que les langues actuelles ne proviennent pas d'une même langue, mais seulement que la démonstration de Merritt Ruhlen ne peut pas être considérée comme valable.
Toutefois, comme Merritt Ruhlen ne se contente pas de comparer des syllabes dans l'ensemble des langues, mais qu'il propose un scénario mis en relation avec les familles de langues reconnues, des théories du peuplement de la terre et des similarités génétiques entre populations, le travail de l'équipe grenobloise ne semble pas suffisant pour rejeter l'hypothèse de Ruhlen, mais souligne simplement que les 29 racines, supposées mondiales, constituent en elles-mêmes un indice très fragile à l'appui de la thèse centrale.

### Langue originelle ou réinventée?
Une explication parfois avancée pour l'existence de racines communes de mots de base parmi les langues est l'explication physiologique. Ainsi les mots « mama » et « papa » sont utilisés dans des langues aux quatre coins du monde. Comment expliquer ce phénomène si ces langues ne sont pas apparentées ? Le linguiste russe Roman Jakobson a avancé dans les années 1950 la solution suivante : certains sons, parmi les plus simples à prononcer pour le bébé humain, comme m, p et a, apparaissent très tôt. Il est donc raisonnable de penser que ces sons sont associés aux concepts sémantiques les plus fondamentaux, la mère et le père, ce qui serait une explication de l'occurrence de la racine « mama » pour désigner la mère dans de multiples langues.  
Certaines langues ont des associations de mots « inversées ». C'est le cas du pitjantjatjara, une langue pama-nyungan parlée en Australie dans laquelle « mère » se dit ngunytju et « père », mama. Même chose en jacaltec, langue maya parlée au Guatemala et au Mexique où « mère » se dit miꞌ et « père », mam. En géorgien, les deux mots sont inversés avec მამა, mama pour « père » tandis que « mère » s'écrit დედა, deda
Certains mots auraient ainsi pu être réinventés par plusieurs générations de sapiens. Ainsi, ces mots ne sauraient constituer nécessairement des vestiges d'une langue originelle.
Pour les linguistes soutenant l'idée d'une unique langue mère, l'hypothèse physiologique ne peut valoir que pour un petit nombre de mots. Elle est donc insuffisante et n'explique pas la fréquence parmi les protolangues d'une racine comme (k)aka (« frère aîné », « oncle » etc. qui serait à l'origine du latin avunculus, lui-même à l'origine du français « oncle »). De nombreux linguistes actuels, en effet, ne croient plus à cette explication. Ainsi, Merritt Ruhlen fait valoir que les consonnes vélaires comme k ne s'apprennent pas particulièrement tôt, contrairement à m et p. Il faudrait alors supposer que dans le monde entier les enfants attendent d'avoir maîtrisé les consonnes vélaires pour nommer leurs frères aînés, ce qui est une façon plaisante de dire que tout cela relève purement et simplement de l'explication fantaisiste, avancée parfois pour s'opposer de façon dogmatique au monogénisme.

## Modèle génétique
Les recherches en génétique menées depuis les années 1980 par Luigi Luca Cavalli-Sforza ont montré une corrélation entre les affinités génétiques et les affinités linguistiques. Ces travaux penchent ainsi en faveur de l'hypothèse d'une langue originelle, qui se serait ensuite différenciée au fur et à mesure de l'évolution des groupes humains. Ainsi, une population souche se serait répandue d'abord en Afrique, puis dans le reste du monde, entrainant l'apparition de nouvelles langues en raison de la séparation successive des groupes humains. Cette population souche serait originaire d'Afrique, et certains de ses descendants auraient migré ensuite au Proche-Orient, puis se seraient répandus partout en Eurasie, pour finalement atteindre l'Australie et les Amériques.

## L'apport de la mythologie comparée
Se basant sur les méthodes des phylogénistes (biologie de l'évolution), les chercheurs anthropologues Jean-Loïc Le Quellec et Julien d'Huy estiment que les différentes variantes du mythe dit de l'émergence primordiale, milliers de variantes que l'on retrouve sur toute la planète, trouvent leur origine dans un mythe paléolithique africain. Ce mythe se serait répandu sur tout le globe à mesure qu'Homo sapiens découvrait de nouveaux territoires hors d’Afrique.
Ces découvertes renforcent l'hypothèse d'une origine commune des langues.

### Littérature
- Utilisant le lexique fourni par Merritt Ruhlen, le poète oulipien Jacques Roubaud a composé des poésies en « proto-nostratique ». Cf La Bibliothèque Oulipienne, fasc. no 121, Aux origines du langage.